# Ichthyophis kohtaoensis
Ichthyophis kohtaoensis hay Ếch giun Ko Tao là một loài ếch giun thuộc chi Ichthyophis, Họ Ếch giun. Loài ếch giun này sinh sống ở Campuchia, Lào, Myanma, Thái Lan, và Việt Nam.Môi trường sinh sống của chúng ở các khu vực nhiệt đới và cận nhiệt đới, trong các ao hồ, sông, vùng ngập nước nông nghiệp, đầm lầy. 
Tên gọi của chúng lấy theo nơi phát hiện ra mẫu đầu tiên ở Ko Tao.